# Tim (cantante)
Hwang Young Min (황영민) (n. 23 de diciembre de 1981, Filadelfia), más conocido como Tim (팀), es un cantante de k-pop coreanoestadounidense, conocido por sus baladas.

## Biografía

### Primeras etapas de su vida y trabajos
Nacido en una familia cristiana en Filadelfia, con su padre como pastor de una iglesia local, Tim estuvo expuesto a un ambiente musical desde que era niño. Gracias a su padre aprendió a tocar diversos instrumentos como el saxofón o el piano. A lo largo de su infancia, Tim realizó actividades musicales tanto en la escuela como en la iglesia, como miembro del coro de la iglesia o saxofonista en la banda de jazz de la escuela. Hasta que fue descubierto por una agencia de espectáculos, nunca había pensado en convertirse en un cantante profesional. Durante sus estudios de secundaria, Tim también hizo de actor y modelo.
Antes de su debut como cantante, sin embargo, Tim estuvo a cargo de un programa de la MTV en Corea, llamado Tim the world (iniciado el 2 de diciembre de 2002), un programa de documentales sobre el ascenso a la fama y la lucha por esa fama entre jóvenes talentos.

### Debut
Se dice que Tim empezó su carrera con 20 años, al ser descubierto por un productor musical coreano (hijo de un miembro de la iglesia). Después de escuchar una cinta, se le pidió a Tim que volara a Corea para hacer una audición completa para debutar como cantante pop en Corea. Aunque él y su familia tenían un fondo muy conservador, Tim decidió volar solo a Seúl por primera vez, dejando su vida de estudiante universitario e intentar convertirse en un cantante pop coreano.
Dado que nunca había visitado Corea hasta que se graduó en la escuela secundaria, Tim pasó los dos primeros años en Corea centrándose en aprender el idioma y la preparando su debut como cantante. Mientras ensayaba para su primer álbum, Tim tuvo la suerte de conocer a Yoon Sang, uno de los mejores escritores de canciones de Corea y también un gran mentor como cantante. Yoon Sang escribió 사랑 합니다-Saranghamnida- (I love you), una balada suave que coincidía con la voz y la imagen de Tim a la perfección.
Tim fue apoyado por Yoon Sang en la creación de su estilo musical, y su primer álbum (editado el 21 de abril de 2003 por Yejon Media) recibió una gran respuesta. Tim comenzó ganando gran reconocimiento local en el mercado de la música pop de baladas. Cantantes como Shin Seung Hun elogiaron la música de Tim. Su segundo álbum Second breath fue capaz de conseguir el mismo éxito de su primer álbum con los temas Gomawottago... (I was thankful) y Iyagi (The story.
Desde entonces ha aparecido en numerosos programas de variedades de Corea, tales como Love Letter, X-Man, Star Golden Bell, y Heroine 6.

## Discografía
| Álbum # | Información | Lista de temas |
| ------- | --- | --- |
| 1       | Volume 1 - First 영민 (First TIM) - Editado: 21 de abril de 2003 - Sello: Yejeon Media - Estilo: K-Pop/Balada - Idioma: Coreano     | 1. I love you 2. Sometimes tears form 3. Yes 4. Reunion 5. Pain reassurance 6. You are a kind person 7. Always 8. Like old times 9. Bye bye love 10. Hey girl 11. Party                                                                                          |
| 2       | Volume 2 - Second breath - Editado: 5 de junio de 2004 - Sello: Yejeon Media - Estilo: K-Pop/Balada - Idioma: Coreano               | 1. Story 2. Day dream 3. I was thankful 4. What am I to do 5. There's a path of love 6. Long time 7. Morning star 8. I'm sorry 9. Only to you 10. Friendship 11. To father 12. Lullaby                                                                           |
| 3       | Volume 3 - TIM (감성) - Editado: 29 de abril de 2006 - Sello: Yedang Entertainment Company - Estilo: K-Pop/Balada - Idioma: Coreano | 1. Intro (In dreams) 2. In one day 3. Please be careful 4. Polaris 5. It's not me right 6. By myself 7. Please come to me 8. Behind you (Remake) 9. We are the reason 10. In dreams                                                                              |
| 3.5     | Volume 3.5 - 이별앓이 - Editado: March 27, 2007 - Sello: ? - Estilo: K-Pop/Balada - Idioma: Coreano                                 | 1. This goodbye (이별앓이) 2. Easy person (쉬운 사람) 3. Sincerity (진심) 4. Luv again |
| 4       | Volume 4 - Love Is... - Editado: 25 de octubre de 2007 - Sello: LOBE Entertainment - Estilo: K-Pop/Balada - Idioma: Coreano         | 1. Explanation for using my heart 2. Thankful miracle 3. Soliloquy 4. The war inside me 5. As much as I love 6. Serendipity 7. Wish list 8. Affection 9. I don't regret it 10. You are to me 11. Wonderful life feat.Son Ho Young, Danny Jung) 12. Walk on water |
|         | New Single - Love Theme... - Editado: 4 de agosto de 2008 - Sello: J&J Contents Company - Estilo: K-Pop/Balada - Idioma: Korean     | 1. Sesang Kkeuteseo (At the end of the world) 2. Sesang Kkeuteseo (At the End of the world) (Piano Solo Ver.) 3. Sesang Kkeuteseo (At the End of the world) (Inst.)                                                                                              |

## Filmografía

### Series de televisión
2017: Just for You

### Apariciones en Programas de TV
- 2017: Battle Trip, participó junto a Hong Seok-cheon - (ep. 54-55)
- 2016: King of Mask Singer, participó como "You to Enjoy Life a Champion" - (ep. 53-54)
- 2015: Running Man (Ep. 275)
  - Strong Heart (SBS)
  - Love Letter (SBS)
- 2003-2006: X-Man (SBS) Ep: 24-32, 51-52, 83-84, 92-93, 129-130, 140, 141
  - Star Golden Bell (SBS)
  - Heroine 6
- 2002: Tim World (MTV)

### Musicales
| Año  | Título                | Personaje | Notas                 |
| ---- | --------------------- | --------- | --------------------- |
| 2021 | The Organ in My Heart | -         | junto a Kim Seung-dae |